# Grote grijze snip
De grote grijze snip (Limnodromus scolopaceus) is een middelgrote kustvogel uit de familie strandlopers en snippen (Scolopacidae). 
Volwassen vogels hebben geelachtige poten en een lange rechte donkere snavel.

## Verspreiding en leefgebied
Deze soort broedt op de natte noordelijke toendra van noordoostelijk Siberië via Alaska en tot noordelijk Canada. Het zijn grondbroeders gewoonlijk in de nabijheid van water.
De vogels trekken 's winters naar de zuidelijke Verenigde Staten en zo ver zuid als Centraal Amerika. De Grote grijze snip is een regelmatige maar zeldzame dwaalgast van de westelijke kusten van Europa. In Nederland is deze soort sinds 1983 in totaal 48 keer waargenomen.

## Status
De grootte van de populatie is in 2006 geschat op minimaal 400 duizend vogels. Op de Rode lijst van de IUCN heeft deze soort de status niet bedreigd.

## Afbeeldingen

Tekening door Jos Zwarts
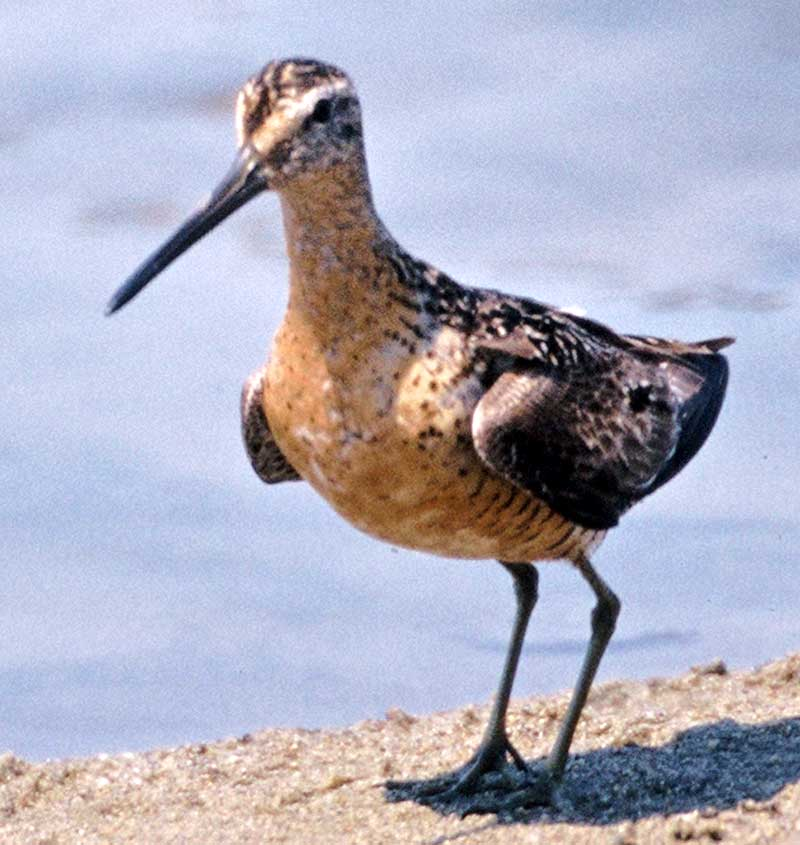
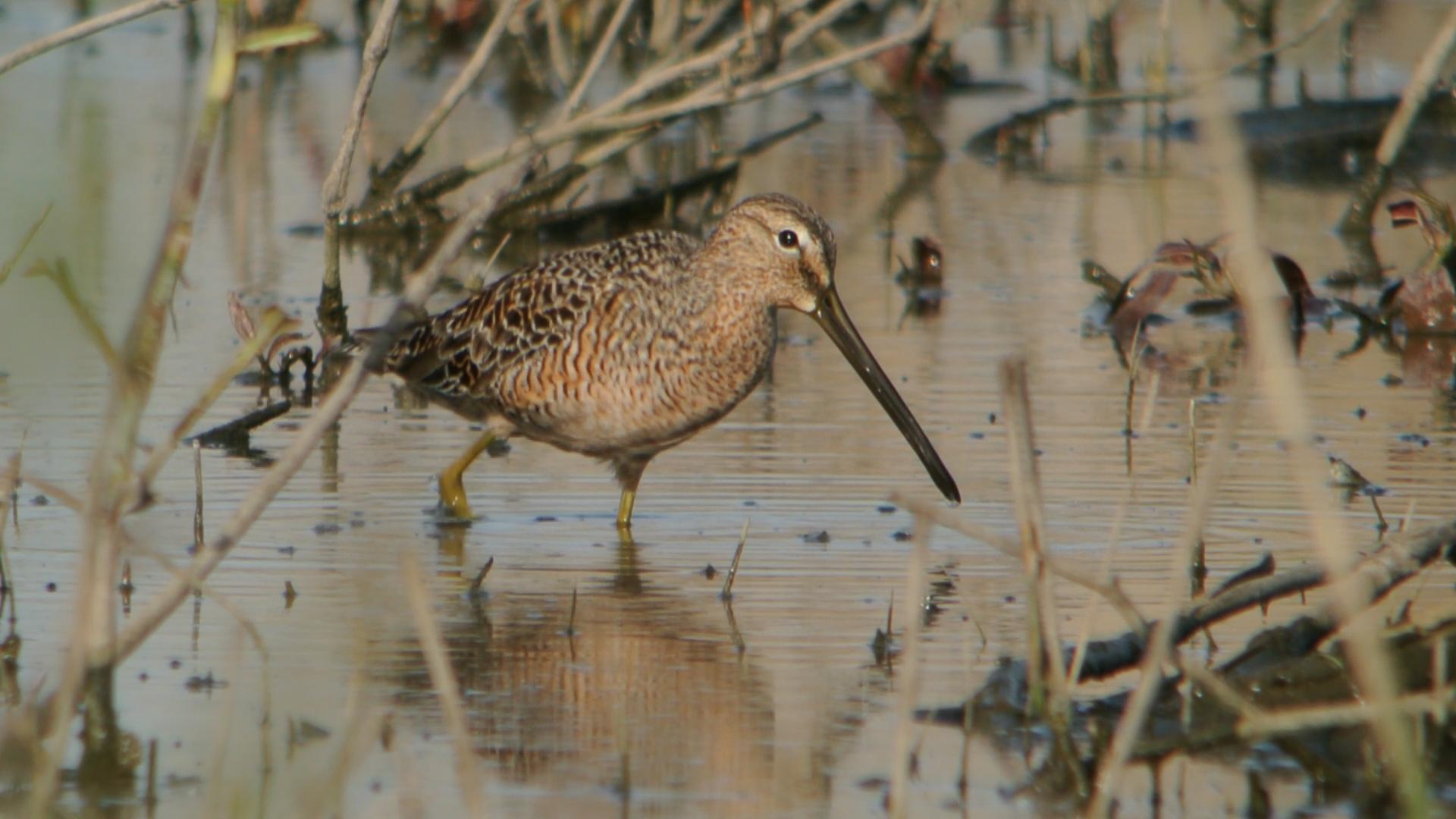
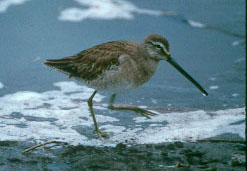